# 丙酸钴
丙酸钴是钴(II)的丙酸盐，化学式为(CH3CH2COO)2Co。其二水合物为多聚体{[Co(C2H5COO)2(H2O)]·H2O}n。

## 制备
丙酸钴二水合物由丙酸水溶液和碳酸钴水合物反应得到。